# Sune Carlsson (seglare)
Sune Evert Carlsson, född 21 december 1931 i Stockholm, död 2 juli 2024 i Saltsjöbadens distrikt i Stockholms län, var en svensk båtbyggare och starbåtsseglare.
År 1954 tog Carlsson över Moranäsvarvet i Saltsjöbaden och namnändrade det till Sune Carlsson Båtvarv. Under sitt yrkesliv byggde han cirka 300 starbåtar. Han seglade själv och vann åtta SM och tre EM i starbåt.
Carlsson utsågs i oktober 2017 till medlem nummer nio i Svensk seglings Hall of Fame.